# Ain't Nothin' Like Me
Ain't Nothin' Like Me è un album in studio del cantante statunitense Joe, pubblicato il 24 aprile 2007 dalla Jive Records.

## Tracce
1. Get to Know Me – 4:03
2. If I Was Your Man – 3:52
3. If I Want Her – 3:50
4. Where You At? – 4:15
5. My Love – 4:04
6. Go Hard – 3:39
7. Ain't Nothin' Like Me – 3:47
8. It's Me – 3:45
9. Let's Just Do It – 4:19
10. Feel for You – 4:06
11. Just Relax – 3:46
12. Love Is Just a Game – 3:16
13. You Should Know Me – 5:15
14. Life of the Party – 4:30

Tracce bonus
1. That's What I Like – 4:15
2. Run It Back – 4:34